# Miha Blažič (nogometaš)
Miha Blažič, slovenski nogometaš, * 8. maj 1993, Koper.
Blažič je slovenski profesionalni nogometaš, ki igra na položaju branilca. Od leta 2023 je član Kalbe v Združenih arabskih emiratih, od leta 2018 pa slovenske reprezentance. Pred tem je igral za Koper, Domžale, Ferencváros, Angersa in Lech Poznań ter slovenske reprezentance do 16, 28, 18, 20 in 21 let. S Koprom je leta 2015 osvojil slovenski pokal in SuperPokal, z Domžalami slovenski pokal leta 2017, s Ferencvárosom pa štirikrat naslov madžarskega državnega prvaka in enkrat madžarski pokal.